# Gegants de Sant Andreu
Gegants de Sant Andreu són una parella de gegants que representen un pagès i una pubilla de l'antic poble de Sant Andreu; ella es diu Coloma i ell, Andreu. Els Gegants de Sant Andreu foren construïts sobre unes figures de sèrie clàssiques de la botiga barcelonina El Ingenio. Per això tenen una fesomia que recorda uns altres gegants catalans. Es van fer per encàrrec del districte municipal andreuenc, que volia crear uns gegants representatius del barri. El 1982, bo i acabats, es presentaren a la festa major, amb uns noms que també s'identificaven amb la vila: Andreu, el patró que li donà el nom, i Coloma, pel topònim Palomar, que fa referència a l'abundància de colomars que hi havia a l'antic terme parroquial.
Tot i ser propietat del districte de Sant Andreu, sempre ha estat la Germandat de Trabucaires, Geganters i Grallers de Sant Andreu de Palomar l'encarregada de portar els gegants i de fer-los ballar en trobades i celebracions tant de la ciutat com de fora, sovint juntament amb les altres figures del barri.
L'Andreu i la Coloma són els amfitrions de la gran cercavila de la festa major de Sant Andreu, que se celebra l'últim cap de setmana de novembre. I només durant aquestes dates es poden veure fer el Ball dels Moros, peça d'Enric Montsant composta expressament.